# Eleftherios Kontonikolas
Eleftherios Kontonikolas (griechisch Ελευθέριος Κοντονικόλας; * 3. September 2003) ist ein zyprischer Leichtathlet, der sich auf den Speerwurf spezialisiert hat.

## Sportliche Laufbahn
Erste internationale Erfahrungen sammelte Eleftherios Kontonikolas im Jahr 2021, als er bei den U20-Europameisterschaften in Tallinn mit einer Weite von 63,73 m in der Qualifikationsrunde ausschied. Im Jahr darauf belegte er bei den U20-Weltmeisterschaften in Cali mit 72,11 m den fünften Platz.
2022 wurde Kontonikolas zyprischer Meister im Speerwurf.